# Adam Pilchowski
Adam Pilchowski herbu Rogala (zm. 1587) – polski biskup, prezydent Trybunału Głównego Koronnego kadencji 1578/1579 roku, sekretarz Stefana Batorego.
Studiował w Akademii Krakowskiej. Po studiach został sekretarzem królowej Bony, a później kanonikiem kapituły warszawskiej.
W połowie XVI wieku najpewniej pomagał Stanisławowi Chwalczewskiemu, w przeprowadzeniu pomiary włócznej w Wielkim Księstwie Litewskim
W 1576 nadzorował lustracje, dóbr królewskich położonych w województwie podlaskim, a za sumienne przeprowadzenie tegoż spisu Stefan Batory mianował Piechowskiego referendarzem koronnym, potem został - Przewodniczącym Trybunału rozpatrującego spory między szlachtą.
Biskupem został w starszym wieku, mimo to jednak przez 8 lat (1578–1585) sprawował rządy w diecezji chełmskiej. Podobnie jak biskup Staroźrebski również i on zatroszczył się o dodatkowe uposażenie dla kapituły zapewniając jej dochód z oberży w Pobołowicach, zwanej „Budzyń”. Ponadto przeznaczył na wieczyste użytkowanie przez kapitułę wójtostwo skierbieszowskie wraz ze wszystkimi dochodami.
Zmarł w Warszawie w 1587, gdzie został pochowany.